# Codependency
Codependency – drugi minialbum polskiej piosenkarki Honoraty Skarbek. Wydawnictwo ukazało się 8 listopada 2019 nakładem wytwórni muzycznej My Music.
Materiał zgromadzony na płycie składa się z pięciu anglojęzycznych utworów. Minialbum promowały single: „Desire” i „Ego”.

## Lista utworów
Opracowano na podstawie materiału źródłowego.
| Nr | Tytuł utworu  | Słowa                                   | Muzyka                                                   | Długość |
| -- | ------------- | --------------------------------------- | -------------------------------------------------------- | ------- |
| 1. | „Desire”      | Honorata Skarbek                        | Honorata Skarbek, Konrad Żyrek                           | 3:02    |
| 2. | „Ego”         | Honorata Skarbek, Małgorzata Uściłowska | Honorata Skarbek, Szymon Frąckowiak                      | 2:50    |
| 3. | „5AM”         | Honorata Skarbek                        | Honorata Skarbek, Szymon Frąckowiak, Adam Wełna          | 3:20    |
| 4. | „Falling”     | Honorata Skarbek                        | Honorata Skarbek, Szymon Frąckowiak                      | 3:29    |
| 5. | „Forgiveness” | Honorata Skarbek                        | Honorata Skarbek, Szymon Frąckowiak, Jonatan Chmielewski | 2:57    |
|    |               |                                         |                                                          | 15:38   |